# 1340년대
1340년대는 1340년부터 1349년까지를 가리킨다.